# Aartsbisschoppelijk Paleis van Mechelen

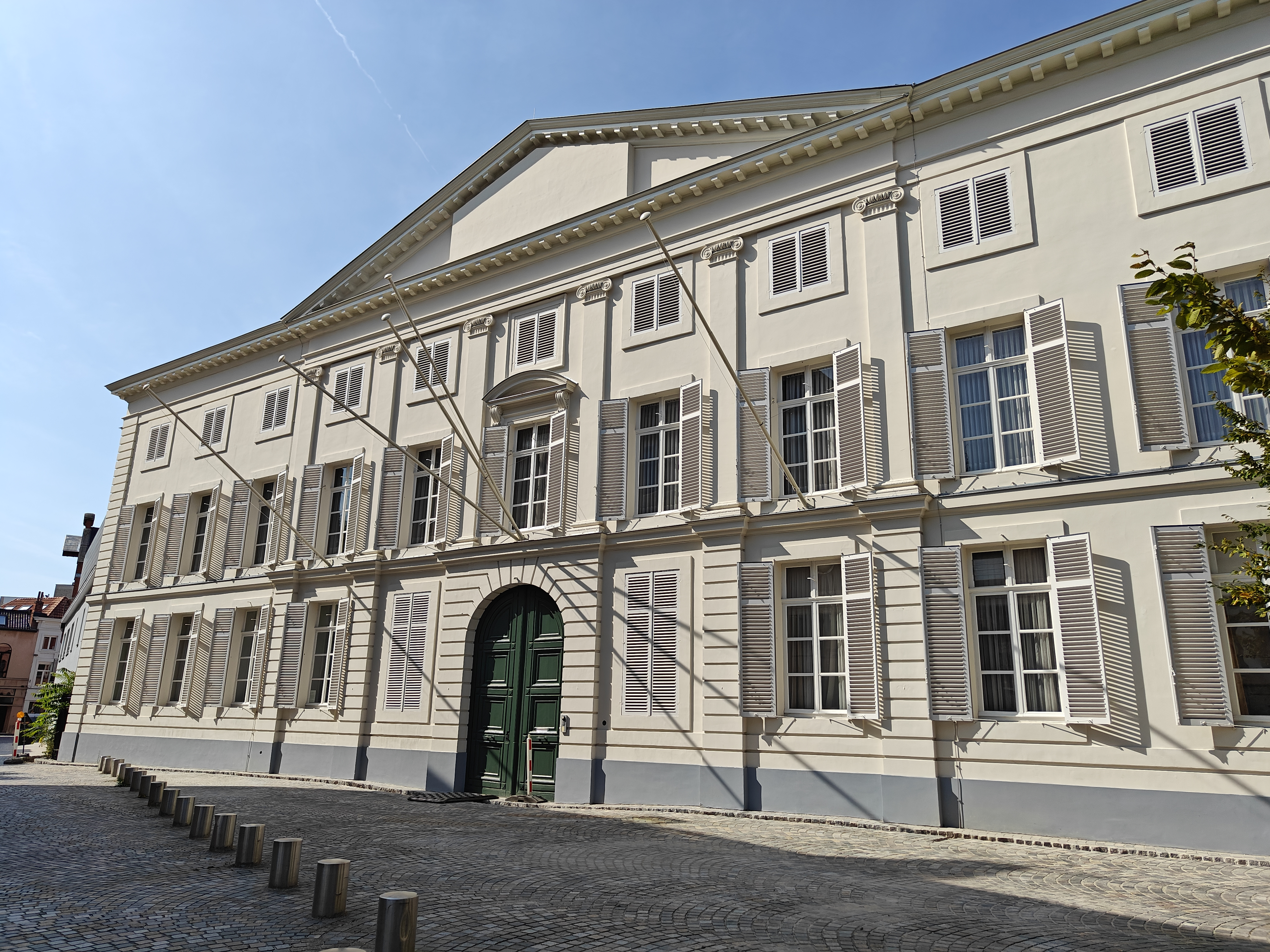
Het paleis in 2024

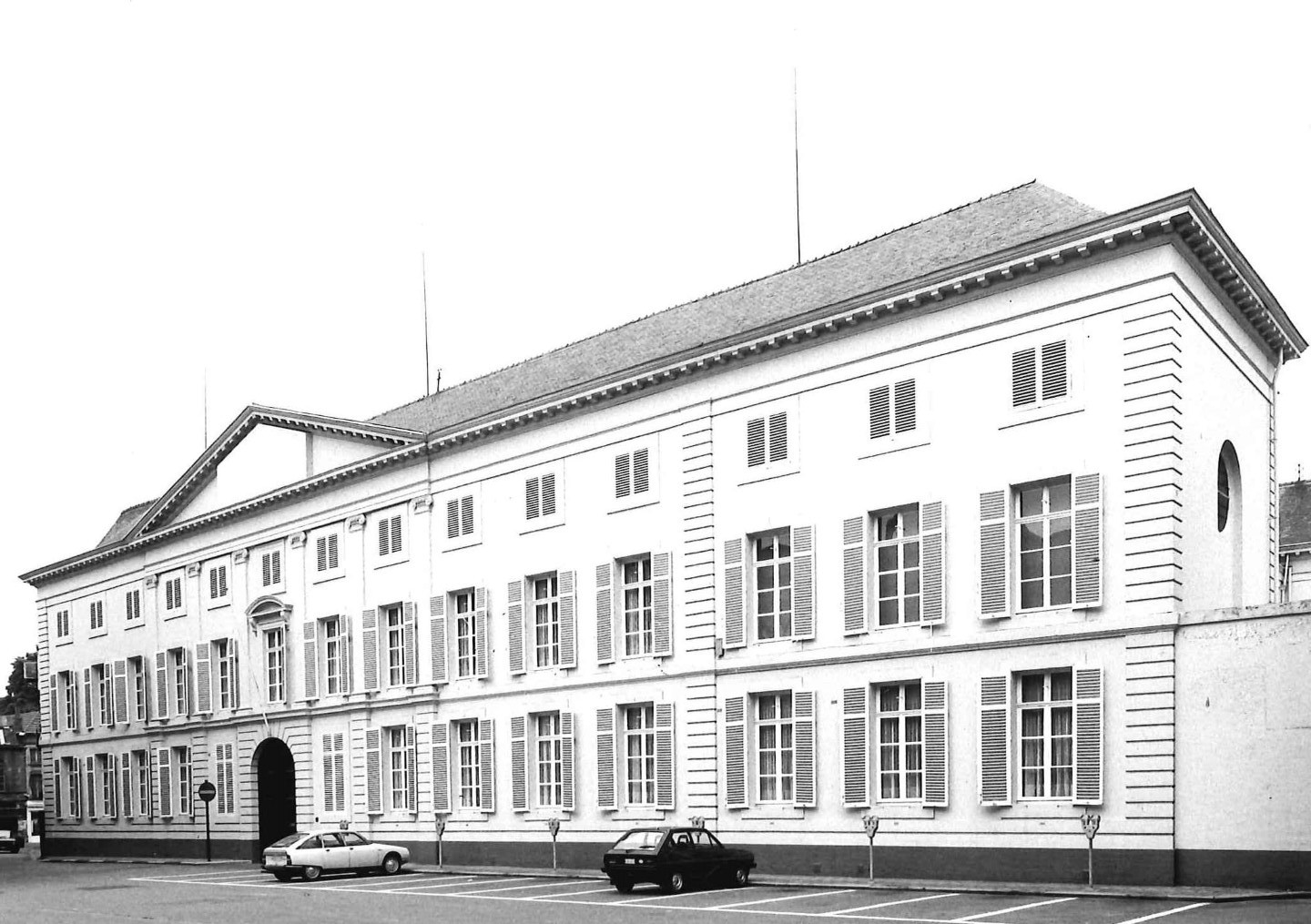
Het paleis in 1983

Het Aartsbisschoppelijk Paleis van Mechelen is de residentie van de aartsbisschoppen van Mechelen. Het bevindt zich aan de Wollemarkt in Mechelen, vlak bij de Sint-Romboutskathedraal. Het paleis dateert uit de 18e eeuw en heeft tal van renovaties meegemaakt. De stijl van het gebouw is classicisme, wat zich toont in de volgende kenmerken: sobere gevelopbouw, veel horizontalisme en een U-vormig grondplan. Het paleis vertoont invloeden van de Italiaanse architectuur. Achteraan is er een zeer grote tuin.

## Geschiedenis
In opdracht van kardinaal Thomas Philippe d’Alsace werd het aartsbisschoppelijk paleis gebouwd tussen 1719-1741. De kardinaal stelde een Italiaanse architect aan om het project te leiden.
Oorspronkelijk stonden er twee patriciërswoningen die dienstdeden als vluchthuis van de abdij van Affligem. Het paleis kwam in de plaats ervan. Het voegen van de abdij bij het aartsbisdom zorgde ervoor dat het vluchthuis samen met de aanpalende woning een nieuwe functie kreeg als residentie van de Mechelse aartsbisschoppen. Tijdens de 17e en 18e eeuw hadden de aartsbisschoppen ook een stadspaleis in Brussel, waar zij geregeld verbleven.
In 1789 werd het paleis door de Franse bezetter verkocht als nationaal goed. De noordvleugel en een deel van de oostvleugel moesten gesloopt worden, en de rest kreeg een nieuwe functie als brouwerij. Onder het Verenigd Koninkrijk der Nederlanden kreeg het zijn oude functie terug. Dit vereiste ingrijpende werken, die plaatsvonden tussen 1820 en 1823 onder leiding van hofarchitect Charles Vander Straeten. Aan de binnenkant werden er een aantal dingen aangepast, zoals de trapzaal en de ontvangstzalen. De U-vormige plattegrond bleef hetzelfde en de buitengevels kregen een laatclassicistisch aangezicht.
Na de werken trok aartsbisschop Engelbertus Sterckx in 1832 in het volledig vernieuwde aartsbisschoppelijk paleis. Sindsdien is het onafgebroken de residentie gebleven van de Mechelse aartsbisschoppen.
De provincie Antwerpen stelde omstreeks 2010(?) een architect aan voor de restauratie van het aartsbisschoppelijk paleis. Een eerste schatting van de kosten wees op 6,6 miljoen euro. Als eerste liet de provincie het dak onder handen nemen. Vanaf 2015 werd stapsgewijs de rest van het gebouw in orde gebracht, wat naar verwachting nog tot 2023 zal duren. Het werk bestaat uit de restauratie van de gevels, de ramen en het interieur.

## Wetenswaardigheden
- Onlangs[(sinds) wanneer?] werd er een portret onthuld van kardinaal Godfried Danneels naar aanleiding van zijn afscheid.
- De inkomsthal, kapel en salons zijn te bezoeken door groepen van maximum 25 personen, tijdens de werkdagen en enkel op afspraak. Zaterdag en zondag is het gesloten.
- De tuin is sinds 23 maart 2019 als stiltetuin enkele dagen per week geopend voor het publiek.